# South Wairarapa District
Der South Wairarapa District ist eine zur Region Wellington gehörende Verwaltungseinheit in Neuseeland. Der Rat des Distrikts, South Wairarapa District Council (Distriktrat) genannt, hat seinen Sitz in der Kleinstadt Martinborough, ebenso wie die Verwaltung des Distrikts.

## Geographie

### Geographische Lage
Der Distrikt stellt mit 2387 km² reiner Landfläche den größten Distrikt in der Region Wellington dar. Mit 9528 im Jahr 2013 gezählten Einwohnern kommt der Distrikt auf eine Bevölkerungsdichte von 4,0 Einwohner pro km² und ist damit der Distrikt mit der geringsten Bevölkerungsdichte in der Region.
Westlich wird der South Wairarapa District von den Stadtgebieten der Städte Hutt City und Upper Hutt City sowie von dem Distrikt Kapiti Coast begrenzt. Im Norden tut dies der Carterton District und im Süden und Osten bilden die Küstenlinien zur Cook Strait und zum Pazifischen Ozean die natürliche Grenze.
Der westliche Teil des Distriktes ist von den östlichen Flanken der Remutaka Range und der Tararua Range geprägt. An den Ausläufern der Remutaka Range befinden sich auch die beiden See Lake Wairarapa und Lake Onake. Abgesehen von der Ebene um Featherston wird das Landschaftsbild des mittleren und östlichen Teil des Distrikts von einer Berg- und Hügellandschaft bestimmt, die bis auf den Süden nicht über 700 m hinauskommt. Drei Kleinstätte befinden sich in dem Distrikt, Featherston mit rund 3400 Einwohnern, Greytown mit rund 2000 Einwohnern und Martinborough mit rund 1350 Einwohnern. Alle anderen Ort liegen unter 1000 Einwohner.

### Klima
Die mittleren Tagestemperaturen liegen im Sommer zwischen 20 °C und 24 °C je nach Lage und im Winter zwischen 8 °C und unter 0 °C je nach Höhenlagen. Die Sonnenscheindauer beträgt zwischen 1800 Stunden und 2000 Stunden pro Jahr je nach Höhenlage. Die Niederschläge liegen zwischen 1000 mm und 1400 mm pro Jahr, im Westen in den Bergen und in den höheren Lagen im Südsüdosten treffen wir auf Niederschläge jenseits der 2000 mm pro Jahr.

## Bevölkerung

### Bevölkerungsentwicklung
Von den 9528 Einwohnern des Distrikts waren 2013 1276 Einwohner Māori-stämmig (13,2 %). Damit lebten 0,2 % der Māori-Bevölkerung des Landes im South Wairarapa District. Das durchschnittliche Einkommen in der Bevölkerung lag 2013 bei 28.900 NZ$, gegenüber 28.500 NZ$ im Landesdurchschnitt.

### Herkunft und Sprachen
Die Frage nach der Zugehörigkeit einer ethnischen Gruppe beantworteten in der Volkszählung 2013 90,2 % mit Europäer zu sein, 13,7 % gaben an, Māori-Wurzeln zu haben, 2,0 % kamen von den Inseln des pazifischen Raums und 2,1 % stammten aus Asien (Mehrfachnennungen waren möglich). 15,7 % der Bevölkerung gab an, in Übersee geboren zu sein und 2,3 % der Bevölkerung sprachen Māori, unter den Māori 12,2 %.

## Politik

### Verwaltung
Der South Wairarapa District ist seinerseits noch einmal in drei Wards eingeteilt, dem Featherston Ward, dem Greytown Ward und dem Martinborough Ward mit jeweils drei Councillors (Ratsmitglieder). Zusammen mit dem Mayor (Bürgermeister) bilden sie den District Council (Distriktsrat). Der Bürgermeister und die acht Ratsmitglieder werden alle drei Jahre neu gewählt.

## Wirtschaft
Wie auch viele andere Gebiete in Neuseeland, ist der Distrikt von South Wairarapa hauptsächlich von der Landwirtschaft geprägt, wogegen die Region um Martinborough eine bedeutende Weinbau-Region Neuseelands darstellt, besonders für Spätburgunder-Weine.

## Infrastruktur

### Verkehr
Verkehrstechnisch angebunden ist der Distrikt durch den New Zealand State Highway 2, der den Distrikt im Nordwesten durchquert und durch den State Highway 53, der Martinborough über Featherston mit dem State Highway 2 verbindet.